# Primeira Igreja Batista do Rio de Janeiro
A Primeira Igreja Batista do Rio de Janeiro (PIBRJ) é uma igreja batista brasileira.
A finalidade precípua da Igreja é o culto de adoração a Deus, o evangelismo, doutrinamento e orientação espiritual de seus fiéis, bem como a beneficência, educação, missões e demais causas e atividades pertinentes ao estabelecimento do Reino de Deus na terra. A PIBRJ reconhece como única norma de fé, doutrina, culto, disciplina e governo a Bíblia Sagrada, e adota os princípios batistas enunciados na declaração doutrinária votada pela Convenção Batista Brasileira, à qual é filiada.
Em suas dependências, possui um museu que conta um pouco da história batista e a Escola Vitória, instituição de ensino fundamental baseada em princípios cristãos.

## História
A igreja foi fundada em 24 de agosto de 1884, tendo entre seus fundadores William Buck Bagby, considerado um dos maiores pioneiros da denominação no Brasil.
Foi a terceira Igreja Batista organizada no Brasil, numa casa na Rua de Santana. Posteriormente, no início do século XX, foi transferida para o novo templo, na Rua Frei Caneca 525, no Estácio, tendo sido este templo inaugurado em 1928 sob o pastorado do Pastor Francisco Fulgêncio Soren. O edifício tem em seu frontispício seis colunas que sustentam o telhado da portaria principal.
Em seu templo, foi celebrada uma cerimônia no dia 31 de maio de 1942, um domingo, onde as duas principais sociedades bíblicas do país à época se fundiram.

## Pastores
Desde 1884, o pastorado da Igreja foi ocupado por apenas cinco pastores, sendo eles:
- Pastor William Buck Bagby, norte-americano, foi o primeiro missionário batista a estabelecer-se no Brasil. Foi o pastor fundador da Igreja, pastoreando-a nos quinze primeiros anos de sua história (de 1884 a 1899).
- Pastor Francisco Fulgêncio Soren, de 1902 a 1933 - Falecido ao 1 de outubro de 1933. Tendo ido estudar nos Estados Unidos, de lá regressou para pastorear a igreja, tendo se casado com a americana Jane Filson.
- Pastor João Filson Soren, de 1935 a 1985 - Filho do Pastor F. F. Soren e o pastor que assumiu por cinquenta anos o púlpito da PIBRJ, aposentou-se em 1985, continuando ainda como membro até a sua partida para a Glória Celestial. Foi agraciado com o título de Pastor Emérito, falecendo em 2 de janeiro de 2002.
- Pastor Fausto Aguiar de Vasconcelos - De 1985 a 2005. Depois de 10 anos dirigindo o Setor de Educação e Evangelismo, da Aliança Batista Mundial, com sede em Washington, EUA, o Pr. Fausto retornou ao Brasil e pastoreia a Igreja Batista da Liberdade, em São Paulo.
- Pastor João Soares da Fonseca - Pastoreou desde 29 de abril de 2006 a 15 de maio de 2022.
- Pastor Ivan Dias da Silva é o atual pastor, desde 15 de outubro de 2022.